# Action des entreprises sur le changement climatique
 (février 2024).
L'action des entreprises sur le réchauffement climatique comprend un éventail d'activités liées au réchauffement climatique et l'influence des entreprises sur les décisions politiques concernant la réglementation, comme le Protocole de Kyoto ou l'accord de Paris. Les grandes multinationales ont joué et, dans une certaine mesure, continuent de jouer un rôle important dans la politique climatique, en particulier aux États-Unis, par leur lobbying auprès du gouvernement et par le financement des négateurs du réchauffement climatique. Les entreprises jouent également un rôle clé dans l'atténuation du réchauffement climatique, en investissant dans la recherche et la mise en œuvre de nouvelles énergies et de mesures d'efficacité énergétique.

## Historique aux États-Unis

### Lobbying contre la réglementation
Aux États-Unis, en 1989, les industries pétrolières et automobiles et la National Association of Manufacturers ont créé la Global Climate Coalition (GCC) pour s'opposer aux mesures de lutte contre le réchauffement climatique. En 1997, l'industrie finance un spot publicitaire de 13 millions de dollars à l'approche du vote du Sénat américain qui adopte alors à une écrasante majorité une résolution contre la ratification du Protocole de Kyoto .
En 1998, le New York Time publie  une note de l'American Petroleum Institute (API) décrivant une stratégie visant à faire de « la reconnaissance de l'incertitude ... une partie de la sagesse conventionnelle. », La note a été comparée à une note de la fin des années 60 de la compagnie de tabac Brown and Williamson, qui expliquait: « Le doute est notre produit car c'est le meilleur moyen de concurrencer les faits dans l'esprit du grand public. C'est aussi le moyen d'établir une controverse. »
L'ancien économiste de la Banque mondiale, Herman Daly, suggère que le néolibéralisme et la mondialisation provoquent « une concurrence internationale permanente pour abaisser les normes afin d'attirer des capitaux. ». Cet environnement économique contemporain permet aux entreprises hostiles à l'action contre le réchauffement climatique de délocaliser leurs activités dans des États qui ont moins de réglementations basées sur le climat.
Néanmoins, depuis 1989, certaines sociétés pétrolières et automobiles auparavant négatrices, comme Royal Dutch Shell, Texaco et BP, ainsi que Ford, General Motors et DaimlerChrysler, ont changé de position à mesure que le consensus politique et scientifique grandissait, avec la création du Protocole de Kyoto et la publication des différents rapports du GIEC. Certains d'entre eux se sont joints au Center for Climate and Energy Solutions (anciennement le Pew Center on Global Climate Change), une organisation à but non lucratif visant à soutenir les efforts de lutte contre le changement climatique mondial.

#### Coalition mondiale pour le climat
La Global Climate Coalition (1989-2002) regroupe des entreprises principalement américaines qui s'opposent à une action immédiate pour réduire les émissions de gaz à effet de serre. Elle finance des voix négationnistes parmi la communauté scientifique et combat le Protocole de Kyoto.
En 2000, ces entreprises deviennent la cible d'une campagne nationale de désinvestissement avec l'organisation Ozone Action et commencent à quitter la coalition ,, qui se dissout en 2002.

### Prise de conscience
Depuis 2000, le Carbon Disclosure Project travaille avec de grandes entreprises et des investisseurs et publie les émissions des plus grandes entreprises. En 2007, le CDP a publié les émissions de 2400 grandes sociétés. Les investisseurs institutionnels impliqués gèraient 41 billons de dollars d'actifs combinés.
Le World Business Council for Sustainable Development, une association de 200 multinationales, a appelé en 2007 les gouvernements à se mettre d'accord sur des objectifs mondiaux et suggère qu'il est nécessaire de réduire les émissions de 60 à 80% par rapport aux niveaux actuels d'ici 2050.
En 2017, après l'élection de Donald Trump, une partie du monde des affaires manifeste son soutien à l'Accord de Paris. Au moment où celui-ci annonce son intention de quitter l'accord de Paris, 125 villes, 9 États, 902 entreprises et investisseurs, et 183 universités américaines forment We Are Still In pour assurer les engagements des États-Unis en termes de réduction des émissions de gaz à effet de serre .

#### Partenariat américain pour l'action climatique
Le US Climate Action Partnership (USCAP) est formé en janvier 2007 dans le but principal d'influencer une réglementation visant à réduire les émissions de gaz à effet de serre. Les premiers membres sont General Electric, Alcoa, Natural Resources Defence Council, etc., et ils sont rejoints en avril 2007 par ConocoPhilips et AIG.[réf. nécessaire]

## Industrie de l'énergie

### ExxonMobil
ExxonMobil a fourni un financement substantiel à une série d'organisations négatrices du réchauffement climatique. Mother Jones dénombre 40 organisations financées par ExxonMobil qui ont cherché à saper les principales découvertes scientifiques sur le changement climatique mondial ou ont entretenu des liens avec un petit groupe de scientifiques climatosceptiques. Entre 2000 et 2003, ces organisations ont reçu plus de 8 millions de dollars de financement.
ExxonMobil influence la politique énergétique de l'administration Bush, y compris sur le protocole de Kyoto  grâce à 55 millions de dollars dépensés en lobbying depuis 1999  et à des contacts directs entre l'entreprise et les principaux politiciens. C'était un membre éminent de la Global Climate Coalition. Il a également investi 100 millions de dollars dans le Projet mondial sur le climat et l'énergie, avec l'Université de Stanford, et d'autres programmes dans des institutions telles que le Massachusetts Institute of Technology, l'Université Carnegie Mellon et le Programme de recherche et de développement sur les gaz à effet de serre de l'Agence internationale de l'énergie.
Certaines activités d'Exxon sur le changement climatique ont suscité de vives critiques de la part de groupes environnementaux, notamment des réactions telles qu'un dépliant produit par la campagne Stop Esso, disant "N'achetez pas E $$ o", et mettant en vedette une main de tigre mettant le feu à la Terre. Les émissions de dioxyde de carbone de l'entreprise en 2004 sont supérieures de plus de 50% à celles de son rival britannique BP, bien que la production de pétrole et de gaz de la firme américaine ne soit que légèrement supérieure.
Selon une étude réalisée en 2004 à la demande des Amis de la Terre, ExxonMobil et ses prédécesseurs ont causé de 4,7 à 5,3% des émissions mondiales de dioxyde de carbone d'origine humaine entre 1882 et 2002. Ces études pourraient constituer la base d'une éventuelle action en justice .

### BP
BP a été membre de la Global Climate Coalition, qu'elle a quitté en 1997 et a déclaré que le réchauffement climatique était un problème qui devait être résolu, bien qu'il se soit ultérieurement joint à d'autres pour faire pression sur le gouvernement australien pour qu'il ne signe pas le Protocole de Kyoto à moins que les États-Unis ne le fassent. En 2005, BP envisageait de tester la séquestration du carbone dans l'un de ses gisements de pétrole en mer du Nord, en y injectant du dioxyde de carbone (et en augmentant ainsi les rendements).
La division américaine de BP est membre du US Climate Action Partnership[Quoi ?].[réf. souhaitée]
En février 2020, BP annonce son retrait de trois groupements industriels américains l'American Fuel and Petrochemical Manufacturers (AFPM), la Western States Petroleum Association et la Western Energy Alliance en raison de divergences sur le réchauffement climatique.

### Koch Industries
Entre 1997 et 2008, Koch Industries a fait don de près de 48 millions de dollars à des groupes d'opposition au climat. Selon Greenpeace, Koch Industries est la principale source de financement du climatosceptiscisme,.

### Autres
American Electric Power, présenté par l'activiste Bill McKibben comme « le plus grand producteur privé mondial de dioxyde de carbone », a déclaré en 2005 que les objectifs de réduction du carbone « représentent une approche de bon sens qui peut amorcer le processus de réduction des émissions le long d'un chemin graduel et rentable ». La société s'est plainte que «les incertitudes sur le coût du carbone» rendaient très difficile la prise de décisions concernant l'investissement en capital.
En février 2020, l’entreprise Teck Resources annonce qu’elle abandonne son méga-projet d’exploitation des sables bitumineux Frontier, dans le nord de l’Alberta, au Canada. Son président explique qu'un débat à propos du réchauffement climatique et du rôle que le Canada doit jouer pour y faire face doit avoir lieu. Pour lui, les investissements risquent de se faire rares si le Canada n'a pas une position claire par rapport à son développement économique.

## Transport
Une grande partie des émissions de dioxyde de carbone est due au transport. Plusieurs sociétés développent des versions électriques pour les automobiles, les scooters ou les vélos.
Le transport rapide automatisé  applique les principes d'ingénierie des systèmes pour réduire la consommation d'énergie, éliminer les embouteillages et produire un substitut acceptable pour remplacer les voitures. L'ULTra d' Advanced Transportation Systems, par exemple, est opérationnel depuis 2011 à l'aéroport d'Heathrow.

## Secteur de l'assurance
En 2004, Swiss Re, deuxième société mondiale de réassurance, a prévenu que les coûts économiques des catastrophes liées au climat menaçaient d'atteindre 150 milliards de dollars par an en dix ans.
En 2006, Lloyd's of London a publié un rapport mettant en évidence les dernières avancées scientifiques et les implications pour le secteur de l'assurance .
Swiss Re a déclaré que si les communautés côtières de quatre États de la côte du Golfe choisissaient de ne pas mettre en œuvre de stratégies d'adaptation, elles pourraient voir les dommages annuels liés au changement climatique bondir de 65% par an pour atteindre 23 milliards de dollars d'ici 2030. « La société doit réduire sa vulnérabilité aux risques climatiques, et tant qu'ils restent gérables, ils restent assurables, ce qui est notre intérêt également », a déclaré Mark D. Way, responsable du développement durable de Swiss Re pour les Amériques ,.

## Gestion financière
Lors du Forum Économique Mondial de Davos en 2020, Christine Lagarde, présidente de la Banque Centrale Européenne, explique que les banques centrales doivent montrer la voie et modéliser le coûts des modifications environnementales et de leur atténuation. Banques, comptables, entreprises et agences de notation doivent s'éloigner des prévisions trimestrielles et moyen terme et commencer à penser sur un horizon de 30 ans. Steven Mnuchin, secrétaire du Trésor des États-Unis, rejette cette idée au nom des incertitudes et des futur gains technologiques possibles .
Jim Cramer, dans MadMoney sur CNBC, déclare que les combustibles fossiles sont maintenant finis, c'est le même phénomène que le tabac, et les désinvestissements sont en cours. Certains stocks de combustibles fossiles présentent des opportunités d'achat intéressantes, mais le désir des gestionnaires et des fonds d'éviter le secteur du fait des exigences des jeunes activistes du climat l'incite à se tenir à l'écart.
Pour David Fickling, les marchés d'actions restent dominés par la prise de risque et la recherche de gains rapides. Mais les énergies fossiles étant une industrie intensive en capital, il s'agit d'emprunts qui sont influencés par une grande prudence. Les investisseurs publics représentent déjà 77 % du financement des centrales au charbon en Asie, d'après Fitch.
En mars 2020, Chris Hohn, le fondateur de la société financière TCI, demande au gouverneur de la Banque d'Angleterre Mark Carney, à la présidente de la Banque centrale européenne Christine Lagarde et aux présidents des banques Barclays, HSBC et Standard Chartered de resserrer l'application d'une exigence de surveillance connue sous le nom de "pondération des risques" appliquée aux prêts au charbon - une mesure qui rendrait les centrales au charbon beaucoup plus difficiles à financer pour les banques. « Le charbon est la plus grande source d'émissions de gaz à effet de serre au niveau mondial et les risques liés à son utilisation continue dans le secteur de l'électricité ne sont pas suffisamment pris en compte par les régulateurs et le système financier », a déclaré M. Hohn dans une déclaration sur le site web de sa fondation Children's Investment Fund. Il envoie également une lettre au Network for Greening the Financial System, un groupe de régulateurs qui milite pour une meilleure surveillance des risques posés par le changement climatique.
Les plus grandes banques japonaises sont confrontées à une pression croissante pour se retirer de ce secteur. Ainsi, le MUFG a déclaré en mai 2019 que sauf exception, il ne financerait pas de nouveaux projets de production d'électricité à partir du charbon. Sumitomo Mitsui Financial Group Inc. et Mizuho Financial Group Inc. ont déclaré qu'ils n'accorderaient de nouveaux financements qu'aux centrales à haut rendement. Mitsubishi Materials Corp. a récemment vendu sa participation datant de 30 ans dans le producteur australien de charbon New Hope Corp. Néanmoins, la compagnie minière australienne Whitehaven Coal Ltd a annoncé en février 2020 un refinancement de 650 millions venant en particulier de banques chinoises et japonaises comme Bank of China Ltd. et Mitsubishi UFJ Financial Group Inc. Des sociétés de capital-investissement restent également parties prenantes du financement du charbon.
En juillet 2020, le National Employment Savings Trust (en) (Nest), le plus grand fonds de pension du Royaume-Uni, représentant neuf millions de membres, déclare renoncer aux investissements dans toute entreprise impliquée dans l'exploitation du charbon, du pétrole provenant des sables bitumineux et du forage dans l'Arctique.

## Action technologique et engagement des entreprises
Les entreprises agissent sur le réchauffement climatique pour améliorer l'image de l'entreprise et promouvoir les intérêts environnementaux des actionnaires, des employés, des fournisseurs et des clients. Des mesures sont également prises pour réduire les coûts, augmenter le retour sur investissement et réduire la dépendance à l'égard de coûts incontrôlables.

### Augmentation de l'efficacité énergétique
Pour de nombreuses entreprises, une utilisation plus efficace de l'énergie peut être rentable à moyen et à long terme; malheureusement, les actionnaires doivent être satisfaits à court terme, une intervention réglementaire est donc souvent nécessaire pour encourager des mesures d'économie. Cependant, l'intensité carbone commence à apparaître dans les bilans par le biais d'organisations telles que le Carbon Disclosure Project.

### Utilisation des énergies renouvelables
En août 2002, lors du Sommet mondial sur le développement durable à Johannesbourg, la communauté mondiale couvre le rôle des énergies renouvelables et de l'efficacité énergétique dans la réduction des émissions de carbone, la réduction de la pauvreté (grâce à l'accès à l'énergie) et l'amélioration de la sécurité énergétique. L'un des résultats du SMDD a été la formation de la poursuite du dialogue international sur l'énergie durable et son rôle dans le bouquet énergétique.
Les partenariats formés comprennent le Renewable Energy and Energy Efficiency Partnership, le Global Village Energy Partnership, la Johannesburg Renewable Energy Coalition (JREC) et le Réseau mondial sur l'énergie pour le développement durable,,.
Les énergies renouvelables et leurs technologies présentent de nombreux avantages par rapport à leurs homologues des combustibles fossiles. Ces avantages incluent l'absence de pollution locale comme les particules, les oxydes de soufre (SOX) et les oxydes nitreux (NOX). Pour le monde des affaires, les avantages économiques deviennent également plus clairs. De nombreuses études ont montré que l'environnement de travail a un effet significatif sur le moral de la main-d'œuvre. Les solutions d'énergie renouvelable en font partie, les éoliennes en particulier étant considérées par beaucoup comme un puissant symbole d'une nouvelle modernité, où les considérations environnementales sont prises au sérieux. Un employé voyant une entreprise tournée vers l'avenir et responsable est plus susceptible de se sentir bien à l'idée de travailler pour une telle entreprise. Une main-d'œuvre plus heureuse est une main-d'œuvre plus productive.
Plus directement, les prix élevés du pétrole et du gaz n'ont fait que renforcer l'attractivité des sources d'énergie renouvelables au fur et à mesure que celles-ci gagnaient en compétitivité. L'incertitude sur les marchés du pétrole et du gaz est un facteur à considérer pour les entreprises à forte intensité énergétique.
Un autre facteur affectant l'adoption des énergies renouvelables en Europe est le système d'échange d'énergie de l'UE (ETS ou EUTS). En cas de prix de carbone élevé, les entreprises peuvent avoir un intérêt à diminuer leurs émissions afin de vendre les réductions excédentaires qu'elles font et d'éviter une amende en cas de réductions insuffisantes.

### Compensation carbone
La compensation carbone consiste à essayer de contrebalancer ses propres émissions de CO2 par le financement de projets de réduction d'autres émissions ou de séquestration de carbone.  
La compensation carbone par les entreprises ou d'autres organisations est parfois assimilée à de l'écoblanchiment (greenwashing). Les entreprises peuvent aussi l'utiliser pour anticiper et influencer des contraintes réglementaires ou barrer la route à des réglementations plus contraignantes, comme a réussi à le faire le transport aérien avec CORSIA.
En 2023, le documentaire Citizen facts d'Aude Favre met en lumière que de nombreuses compagnies aériennes proposent à leur clientèle de compenser l'empreinte carbone de leur vol, parmi lesquelles Air France, British airways, Turkish airlines, Iberia, Qatar airways, Swissair, et Lufthansa. L'enquête des journalistes montre que la compensation mise en place par Air France par la plantation d'arbres serait en fait largement insuffisante à compenser cette empreinte carbone, et ne compense pas les autres gaz émis dans l'atmosphère, tandis que la méthode proposée par Lufthansa prétend elle proposer des vols à empreinte carbone nulle à base de protection contre la déforestation est encore moins crédible du fait de son invérifiabilité.